# Turnieje kwalifikacyjne w hokeju na trawie kobiet do Letnich Igrzysk Olimpijskich 2012
Turnieje kwalifikacyjne w hokeju na trawie kobiet do Letnich Igrzysk Olimpijskich 2012 to turnieje które miały wyłonić ostatnich uczestników turnieju olimpijskiego podczas Letnich Igrzysk Olimpijskich 2012. Tylko zwycięzcy poszczególnych turniejów awansowali do igrzysk.

## Drużyny
| Strefa  | Turniej                                                      | Zakwalifikowani                              |
| ------- | ------------------------------------------------------------ | -------------------------------------------- |
| Azja    | Igrzyska Azjatyckie 2010                                     | Indie Japonia Malezja                        |
| Afryka  | Afrykański turniej kwalifikacyjny                            | Republika Południowej Afryki                 |
| Ameryka | Igrzyska Panamerykańskie 2011                                | Kanada Chile Meksyk Trynidad i Tobago        |
| Europa  | Mistrzostwa Europy w Hokeju na Trawie Kobiet 2011            | Azerbejdżan Belgia Irlandia Włochy Hiszpania |
| Europa  | Mistrzostwa Europy II dywizji w Hokeju na Trawie Kobiet 2011 | Białoruś Francja Polska Rosja Ukraina        |

## Turniej pierwszy
Turniej pierwszy odbył się w dniach 18-26 lutego 2012 w Nowym Delhi.

### Tabela
| Drużyna                      | M | Z | R | P | GZ | GS | Bilans | Pkt |
| ---------------------------- | - | - | - | - | -- | -- | ------ | --- |
| Republika Południowej Afryki | 5 | 4 | 1 | 0 | 14 | 5  | +9     | 13  |
| Indie                        | 5 | 3 | 1 | 1 | 11 | 7  | +4     | 10  |
| Włochy                       | 5 | 2 | 2 | 1 | 9  | 6  | +3     | 8   |
| Ukraina                      | 5 | 2 | 1 | 2 | 8  | 7  | +1     | 7   |
| Kanada                       | 5 | 1 | 1 | 3 | 7  | 15 | –8     | 4   |
| Polska                       | 5 | 0 | 0 | 5 | 2  | 11 | –9     | 0   |

| Data - Czas       |                   |                   | Wynik |
| ----------------- | ----------------- | ----------------- | ----- |
| 18 lutego – 10:00 | Południowa Afryka | Polska            | 2:1   |
| 18 lutego – 12:00 | Włochy            | Kanada            | 2:2   |
| 18 lutego – 18:00 | Indie             | Ukraina           | 1:1   |
| 19 lutego – 10:00 | Polska            | Włochy            | 1:4   |
| 19 lutego – 14:00 | Południowa Afryka | Ukraina           | 2:0   |
| 19 lutego – 18:00 | Indie             | Kanada            | 4:1   |
| 21 lutego – 10:00 | Kanada            | Ukraina           | 2:5   |
| 21 lutego – 12:00 | Włochy            | Południowa Afryka | 1:1   |
| 21 lutego – 18:00 | Polska            | Indie             | 0:3   |
| 22 lutego – 10:00 | Ukraina           | Włochy            | 1:2   |
| 22 lutego – 14:00 | Kanada            | Polska            | 1:0   |
| 22 lutego – 18:00 | Indie             | Południowa Afryka | 2:5   |
| 24 lutego – 10:00 | Ukraina           | Polska            | 1:0   |
| 24 lutego – 14:00 | Południowa Afryka | Kanada            | 4:1   |
| 24 lutego – 18:00 | Włochy            | Indie             | 0:1   |

### Mecze klasyfikacyjne

#### Piąte i szóste miejsce
| 25 lutego 201215:00 | Kanada                                                   | 3:0 | Polska | Sędzia: Lynn Cowie McAllister Annabelle Willox |
| 25 lutego 201215:00 | Thea Culley 18' Brienna Stairs 40' Stephanie Jameson 45' | 3:0 |        | Sędzia: Lynn Cowie McAllister Annabelle Willox |
| 25 lutego 201215:00 | Kristine Wishart 24'                                     | 3:0 |        | Sędzia: Lynn Cowie McAllister Annabelle Willox |

#### Trzecie i czwarte miejsce
| 25 lutego 201217:30 | Włochy                                                       | 2:1 | Ukraina            | Sędzia: Claire Adenot Mariana Reydo |
| 25 lutego 201217:30 | Alessia Padalino 34', 67'                                    | 2:1 | 42' Bohdana Sadowa | Sędzia: Claire Adenot Mariana Reydo |
| 25 lutego 201217:30 | 46' Bohdana Sadowa · 53' Maryna Chylko · 58' Tetiana Sałenko | 2:1 |                    | Sędzia: Claire Adenot Mariana Reydo |

#### Finał
| 25 lutego 201220:00 | Południowa Afryka                                         | 3:1 | Indie             | Sędzia: Chieko Soma Soledad Iparraguirre |
| 25 lutego 201220:00 | Shelley Russell 4' Pietie Coetzee 30' Marsha Marescia 53' | 3:1 | 57' Jaspreet Kaur | Sędzia: Chieko Soma Soledad Iparraguirre |
| 25 lutego 201220:00 | 68' Anuradha Devi Thokchom                                | 3:1 |                   | Sędzia: Chieko Soma Soledad Iparraguirre |

Awans na igrzyska:  Republika Południowej Afryki

### Nagrody
- Najlepsza zawodniczka:  Marsha Marescia
- Najlepsza bramkarka:  Roberta Lilliu
- Najlepiej punktująca:  Alessia Padalino (8 goli)
- Drużyna Fair Play:  Indie

## Turniej drugi
Turniej drugi odbył się w dniach 17-25 marca 2012 w Kontich w Belgii.

### Tabela
| Drużyna   | M | Z | R | P | GZ | GS | Bilans | Pkt |
| --------- | - | - | - | - | -- | -- | ------ | --- |
| Belgia    | 5 | 4 | 1 | 0 | 22 | 1  | +21    | 13  |
| Irlandia  | 5 | 4 | 1 | 0 | 17 | 4  | +13    | 13  |
| Hiszpania | 5 | 2 | 1 | 2 | 12 | 6  | +6     | 7   |
| Rosja     | 5 | 2 | 1 | 2 | 9  | 11 | -2     | 7   |
| Francja   | 5 | 1 | 0 | 4 | 9  | 18 | –9     | 3   |
| Meksyk    | 5 | 0 | 0 | 5 | 5  | 34 | –29    | 0   |

| Data - Czas      |           |           | Wynik |
| ---------------- | --------- | --------- | ----- |
| 17 marca – 11:00 | Hiszpania | Meksyk    | 7:0   |
| 17 marca – 13:30 | Irlandia  | Francja   | 5:1   |
| 17 marca – 16:00 | Belgia    | Rosja     | 4:0   |
| 18 marca – 11:00 | Hiszpania | Francja   | 2:1   |
| 18 marca – 13:30 | Irlandia  | Rosja     | 3:0   |
| 18 marca – 16:00 | Meksyk    | Belgia    | 0:12  |
| 20 marca – 13:00 | Meksyk    | Irlandia  | 0:5   |
| 20 marca – 15:30 | Rosja     | Francja   | 3:2   |
| 20 marca – 18:00 | Belgia    | Hiszpania | 1:0   |
| 22 marca – 14:00 | Rosja     | Meksyk    | 5:1   |
| 22 marca – 16:30 | Irlandia  | Hiszpania | 3:2   |
| 22 marca – 19:00 | Francja   | Belgia    | 0:4   |
| 23 marca – 14:00 | Francja   | Meksyk    | 5:4   |
| 23 marca – 16:30 | Hiszpania | Rosja     | 1:1   |
| 23 marca – 19:00 | Belgia    | Irlandia  | 1:1   |

### Mecze klasyfikacyjne

#### Piąte i szóste miejsce
| 25 marca 201211:30 | Francja                                                                        | 5:1 | Meksyk                              | Sędzia: Keely Dunn Annelize Rostron |
| 25 marca 201211:30 | Apolline Rogeau 5' Perrine Roger 58' Gwenaëlle Dutel 62', 65' Elise Preney 68' | 5:1 | 18' Michel Navarro                  | Sędzia: Keely Dunn Annelize Rostron |
| 25 marca 201211:30 | Justine Duby 48' · Alix Perrocheau 50' · Perrine Roger 62'                     | 5:1 | 45' Diana Fuentes · 54' Rayo Chavez | Sędzia: Keely Dunn Annelize Rostron |

#### Trzecie i czwarte miejsce
| 25 marca 201214:00 | Hiszpania                                                                         | 5:1 | Rosja              | Sędzia: Stella Bartlema Melissa Trivic |
| 25 marca 201214:00 | Gloria Comerma 29' Julia Menéndez 31' Beatriz Perez 32', 56' Carlota Petchame 51' | 5:1 | 58' Ksenia Szamina | Sędzia: Stella Bartlema Melissa Trivic |
| 25 marca 201214:00 | 23' Anna Gutieniewa · 30' Irina Kuzmina · 46' Jewgienija Sorokina                 | 5:1 |                    | Sędzia: Stella Bartlema Melissa Trivic |

#### Finał
| 25 marca 201216:30 | Belgia                                                                                              | 4:1 | Irlandia           | Sędzia: Michelle Joubert Amy Hassick |
| 25 marca 201216:30 | Sofie Gierts 12', 17', 19' Erica Coppey 57'                                                         | 4:1 | 56' Audrey O Flynn | Sędzia: Michelle Joubert Amy Hassick |
| 25 marca 201216:30 | Lieselotte Van Lindt 13' · Charlotte De Vos 39' · Anouk Raes 40' · Jill Boon 50' · Sofie Gierts 59' | 4:1 | 43' Emma Smyth     | Sędzia: Michelle Joubert Amy Hassick |

Awans na igrzyska:  Belgia

### Nagrody
- Najlepsza zawodniczka:  Sofie Gierts
- Najlepsza bramkarka:  Ahidee Castillo
- Najlepiej punktująca:  Audrey O'Flynn (8 goli)

## Turniej trzeci
Turniej trzeci odbył się w dniach 25 kwietnia-6 maja 2012 w Kakamigaharze w Japonii.

### Tabela
| Drużyna     | M | Z | R | P | GZ | GS | Bilans | Pkt |
| ----------- | - | - | - | - | -- | -- | ------ | --- |
| Japonia     | 5 | 4 | 1 | 0 | 23 | 1  | +22    | 13  |
| Azerbejdżan | 5 | 3 | 1 | 1 | 15 | 6  | +9     | 10  |
| Chile       | 5 | 2 | 2 | 1 | 8  | 6  | +2     | 8   |
| Białoruś    | 5 | 2 | 1 | 2 | 10 | 10 | 0      | 7   |
| Austria     | 5 | 1 | 0 | 4 | 3  | 22 | -19    | 3   |
| Malezja     | 5 | 0 | 1 | 4 | 5  | 19 | -14    | 1   |

| Data - Czas         |             |             | Wynik |
| ------------------- | ----------- | ----------- | ----- |
| 25 kwietnia – 13:30 | Chile       | Białoruś    | 1:3   |
| 25 kwietnia – 16:00 | Japonia     | Austria     | 7:0   |
| 25 kwietnia – 18:30 | Azerbejdżan | Malezja     | 4:0   |
| 27 kwietnia – 13:30 | Azerbejdżan | Białoruś    | 3:0   |
| 27 kwietnia – 16:00 | Japonia     | Malezja     | 8:0   |
| 27 kwietnia – 18:30 | Austria     | Chile       | 0:3   |
| 29 kwietnia – 13:30 | Austria     | Azerbejdżan | 0:5   |
| 29 kwietnia – 16:00 | Chile       | Japonia     | 0:0   |
| 29 kwietnia – 18:30 | Białoruś    | Malezja     | 2:2   |
| 1 maja – 13:30      | Malezja     | Chile       | 1:2   |
| 1 maja – 16:00      | Azerbejdżan | Japonia     | 1:4   |
| 1 maja – 18:30      | Białoruś    | Austria     | 5:0   |
| 3 maja – 13:30      | Austria     | Malezja     | 3:2   |
| 3 maja – 16:00      | Japonia     | Białoruś    | 4:0   |
| 3 maja – 18:30      | Chile       | Azerbejdżan | 2:2   |

### Mecze klasyfikacyjne

#### Piąte i szóste miejsce
| 5 maja 201210:00 | Austria | 0:5 | Malezja |  |
| 5 maja 201210:00 |         | 0:5 |         |  |

#### Trzecie i czwarte miejsce
| 5 maja 201212:30 | Chile | 2:1 | Białoruś |  |
| 5 maja 201212:30 |       | 2:1 |          |  |

#### Finał
| 5 maja 201215:00 | Japonia | 5:1 | Azerbejdżan |  |
| 5 maja 201215:00 |         | 5:1 |             |  |

Awans na igrzyska:  Japonia

### Nagrody
- Najlepsza zawodniczka:  Sachimi Iwao
- Najlepsza bramkarka:  Viktoriya Shahbazova
- Najlepiej punktująca:  Kaori Fujio
- Drużyna Fair Play:  Japonia